# Wacław Borowy

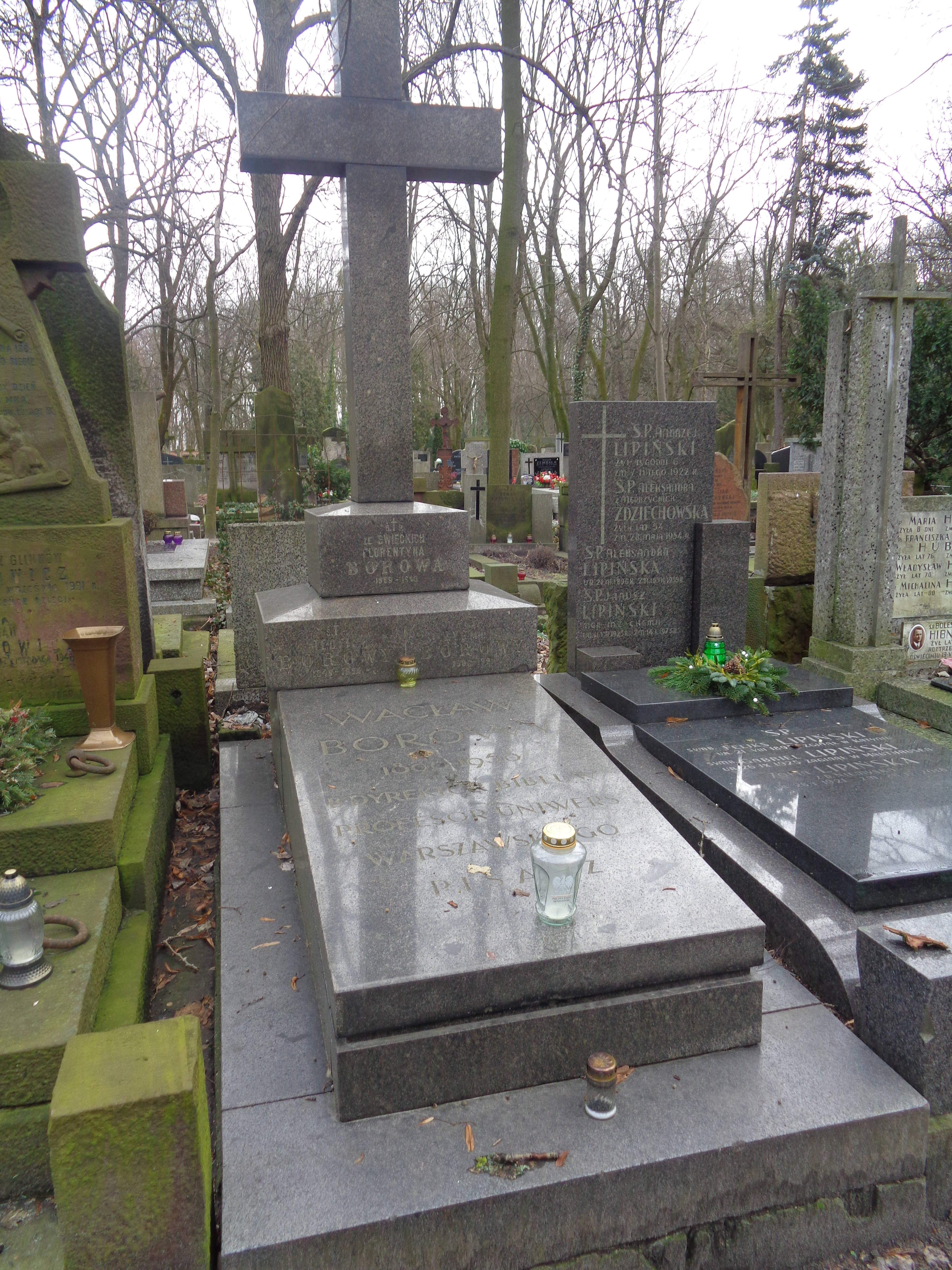
Grób Wacława Borowego na cmentarzu Powązkowskim

Wacław Borowy, ps. Piotr Szary, Titwillow (ur. 19 maja 1890 w Tuszynku k. Łodzi, zm. 16 października 1950 w Warszawie) – polski historyk literatury, krytyk literacki, profesor Uniwersytetu Warszawskiego.

## Życiorys
Był synem rządcy majątku Teofila i Florentyny ze Świeckich. Ukończył Gimnazjum gen. Pawła Chrzanowskiego w Warszawie (1908) i podjął studia polonistyczne i romanistyczne na Uniwersytecie Lwowskim; w 1909 przeniósł się na Uniwersytet Jagielloński, gdzie ukończył polonistykę i anglistykę (1913). Na podstawie pracy Ignacy Chodźko (artyzm i umysłowość) obronił w 1914 doktorat na UJ. W latach 1916–1919 pracował w Bibliotece Towarzystwa Naukowego Warszawskiego, następnie przez rok w Archiwum Akt Dawnych w Warszawie; był jednocześnie nauczycielem języka polskiego w prywatnych gimnazjach warszawskich, w tym, w latach 1917–1919, w Gimnazjum Jana Zamoyskiego, którego był absolwentem, oraz w latach 1916–1918 w Gimnazjum im. Stanisława Staszica w Warszawie. Od 1920 był starszym bibliotekarzem Biblioteki Uniwersyteckiej na UW. W 1928 przeszedł do pracy w Ministerstwie Wyznań Religijnych i Oświaty Publicznej, gdzie był referentem w Departamencie Kultury i Sztuki. Lata 1930–1935 spędził w Londynie jako docent Katedry Literatury Polskiej w School of Slavonic and East European Studies.
W 1936 powrócił do Polski i pracy na UW; został dyrektorem Biblioteki Uniwersyteckiej. Od 24 lipca 1938 był jednocześnie profesorem nadzwyczajnym i kierownikiem I Katedry Historii Literatury Polskiej na Wydziale Humanistycznym Uniwersytetu Józefa Piłsudskiego w Warszawie. Podczas okupacji, wraz z innymi specjalistami w dziedzinie kultury, opracował dokument The Nazi Kultur in Poland. W 1946 mianowano go profesorem zwyczajnym. Brał udział w tajnym nauczaniu na uniwersytecie w czasie okupacji niemieckiej; uratował znaczną część księgozbioru Biblioteki po powstaniu warszawskim.
Zajmował się historią literatury polskiego oświecenia, romantyzmu i pozytywizmu. Badał m.in. poezję czasów stanisławowskich. Opracował sylwetki wybitnych twórców, m.in. Gilberta Keitha Chestertona, Ignacego Chodźki, Adolfa Dygasińskiego, Jana Kochanowskiego, Adama Mickiewicza, Leopolda Staffa, Stefana Żeromskiego. Ogłosił pierwsze w Polsce krytyczne studia nad twórczością Thomasa Stearnsa Eliota. Badał związki kulturalne polsko-angielskie. Przygotował do wydania m.in. III część Dziadów Mickiewicza (1920), Elegie i inne pisma literackie i społeczne Żeromskiego (1928), wybór liryki polskiej Od Kochanowskiego do Staffa. Antologia liryki polskiej (1930). Ponadto ogłosił m.in.:
- Echo Szekspira w „Anhellim” (1918)
- Łazienki a "Noc listopadowa" Wyspiańskiego : uwagi historyczno-literackie, Warszawa: Skład w Księgarni W. Jakowickiego, 1918, s. 72, OCLC 749806738 [dostęp 2025-02-28] (pol.). (1918)
- O wpływach i zależnościach w literaturze (1921)
- Ze studiów nad Fredrą (1921)
- Boy jako tłumacz (1922)
- Odzyskane zbiory rękopisów i grafiki w Bibliotece Uniwersyteckiej w Warszawie (1925, z Zygmuntem Batowskim)
- Jan Kasprowicz (1926)
- Gilbert Keith Chesterton (1929)
- T.S. Eliot jako krytyk literacki i teoretyk tradycji (1934–1935)
- Wędrówka nowego Parsifala. Poezja T.S. Eliota (1936)
- O poezji polskiej w wieku XVIII (1948)
- O poezji Mickiewicza (1958, 2 tomy)
- O Norwidzie (1960)
- O Żeromskim (1960)

Uczynił z Biblioteki UW nowoczesny i największy naukowy księgozbiór stolicy; przyczynił się do usystematyzowania i skatalogowania zbiorów. W 1922 został członkiem nadzwyczajnym Towarzystwa Naukowego Warszawskiego (od 1933 członek zwyczajny); zgłosił projekt reorganizacji towarzystwa. Był również członkiem PAU (1932 członek korespondent, 1945 członek czynny). W 1920 był w gronie założycieli Towarzystwa Literackiego im. Adama Mickiewicza, pełnił funkcję wiceprezesa Oddziału Warszawskiego. Artykuły literackie Borowego ukazały się w zbiorach Kamienne rękawiczki (1932), Dziś i wczoraj (1934), Studia i rozprawy (1952, 2 tomy). Był laureatem Państwowej Nagrody Literackiej (1937).
Jego prywatny księgozbiór – około 6 tysięcy woluminów – trafił do Zakładu Historii Literatury Polskiej KUL.
Spoczywa na cmentarzu Powązkowskim w Warszawie (kwatera 233-4-3).

## Ordery i odznaczenia
- Krzyż Oficerski Orderu Odrodzenia Polski
- Złoty Krzyż Zasługi (15 czerwca 1946)[8]
- Medal Niepodległości (24 maja 1932)[9]
- Złoty Wawrzyn Akademicki (5 listopada 1935)[10]

## Nagrody
- Nagroda Polskiego Towarzystwa Wydawców (1935)
- nagroda Ministerstwa Wyznań Religijnych i Oświaty Publicznej (1937)
- Państwowa Nagroda Literacka (1937)

## Upamiętnienie
22 lutego 1980 w Warszawie jednej z ulic na terenie obecnej dzielnicy Bemowo zostało nadanie imię Wacława Borowego.
16 października 1990 w 40 rocznicę śmierci Wacława Borowego Bibliotece Instytutu Literatury Polskiej na Wydziale Polonistyki UW nadano jego imię.
W 2005 nakładem Wydawnictwa „Norbertinum” ukazała się poświęcona mu książka Andrzeja Biernackiego pt. Zatajony artysta. O Wacławie Borowym 1890–1950 (ISBN 978-83-7222-242-8).